# アイルランド自由国

アイルランド自由国
Saorstát Éireann

国歌: Amhrán na bhFiann
1929年

アイルランド自由国（アイルランドじゆうこく、アイルランド語: Saorstát Éireann 発音 [ˈsˠiːɾˠ.sˠt̪ˠaːt̪ˠ ˈeːɾʲən̪ˠ]、英語: Irish Free State）は、1922年にアイルランド島32県のうちの南部26県がイギリス（グレートブリテン及びアイルランド連合王国）から分離して成立した立憲君主制国家である。

## 背景
1916年のイースター蜂起とその後の対応により、イギリス世論のアイルランド共和主義への風向きが大きく変わった。1918年12月の総選挙において、共和派のシン・フェイン党は連合王国議会におけるアイルランド選挙区選出の議席の大半を収めるという大勝を果たした。すなわち、アイルランドの105議席のうち、シン・フェイン党は73議席（うち25議席は無投票当選）を勝ち得たのであった。シン・フェイン党の議員はウェストミンスターの連合王国議会で就任せず、ドイル・エアランという独自の議会を設立した。ドイル・エアランはアイルランド共和国の建国を認め、独立宣言を採択した。その後の独立戦争はアイルランド共和軍とイギリスの治安維持部隊の間で戦われ、1921年7月に停戦協定が発効するまで続いた。この時点で1920年アイルランド統治法に基づきアルスター議会が開会して既成事実を積み上げており、共和運動に対抗してイギリスのアイルランドにおける足場を確保した。10月、イギリス政府とドイルの議員の交渉がロンドンで開始、12月6日には英愛条約が締結された。
条約はイギリス帝国内で自治領（ドミニオン。例としては当時のカナダがある）の地位にあるアイルランド自由国の建国を定めた。北アイルランド議会は国王への請願を行うことで自由国に参加しないことを選択することができ、その場合は国境委員会が設立され、アイルランド自由国と北アイルランドの国境を策定するとした。アイルランド自由国議会の議員はイギリス国王への忠誠の誓いをする必要があるが、この誓いはほかの自治領とほとんど同様のものとした。
第2ドイルは1922年1月7日に条約を批准したが、その結果共和運動が分裂した。また、条約批准からアイルランド自由国建国までの間の臨時政府がマイケル・コリンズを首班に成立した。

## 建国以降

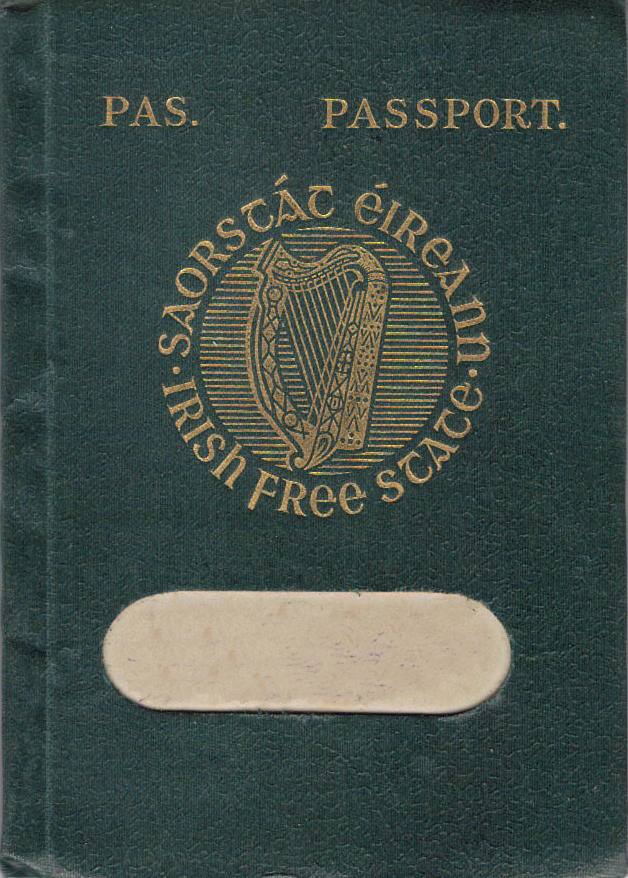
アイルランド自由国のパスポート

アイルランド自由国の分離にともない、イギリスは1927年に「グレートブリテンおよび北アイルランド連合王国（United Kingdom of Great Britain and Northern Ireland）」へと国号を改めた。また国王ジョージ5世も同年、王号を
グレートブリテンおよびアイルランド連合王国およびイギリス海外自治領の国王
（of the United Kingdom of Great Britain and Ireland and of the British Dominions beyond the Seas King）
から
グレートブリテン、アイルランドおよびイギリス海外自治領の国王
（of Great Britain, Ireland and the British Dominions beyond the Seas King）
に改めた。
1931年、ウェストミンスター憲章の制定により、イギリスと同格の独立国（英連邦王国）として規定された。しかし、その後もイギリスからの影響力排除を目指す動きは止まらず、1936年のエドワード8世の退位および弟のジョージ6世への譲位に際して各王国ごとの憲法改訂の必要が生じた機会が利用された。1937年にはそれまでのアイルランド自由国憲法に代わるアイルランド憲法が公布され、国名をアイルランド（エール）と改称し、イギリス王冠に関する憲法上の言及を削除し大統領職を創設した。一方で対外的にはイギリス国王がアイルランドを代表し続けたため、この期間の体制が共和制であるか君主制であるかは曖昧である。第二次世界大戦後の1949年にはアイルランド共和国法の施行により共和制が明文化され、イギリス連邦も離脱した。

## 人口統計
1924年の報告書によると、統計数値がある国（イギリス領セイロン、チリ、大日本帝国、スペイン、南アフリカ連邦、オランダ、カナダ、ドイツ、オーストラリア、アメリカ合衆国、イギリス、ニュージーランド、フランス、スイス、フィンランド、アイルランド自由国）のうち、出生率が最も高いのはイギリス領セイロン（人口1,000人当たり40.8）で、最も低いのはアイルランド自由国（人口1,000人当たり18.6）だったという。